# Đạo luật Chăm sóc sức khoẻ Mỹ năm 2017
Dự thảo Chăm sóc sức khoẻ Mỹ năm 2017 (H. R. 1628), được nói đến bởi cách viết tắt AHCA và có nhiều biệt danh khác nhau như Trumpcare, Ryancare, Republicare, và nghĩa tiêu cực Obamcare-Lite, là một dự thảo của quốc Hội Hoa Kỳ nhằm bãi bỏ Đạo luật Bảo vệ Bệnh nhân và Chăm sóc Sức khoẻ Hợp túi tiền(ACA). Nó dựa trên một kế hoạch được công khai dư luận đầu tiên bởi Đảng Cộng hòa vào Ngày 6 Tháng 03, 2017, và phần đầu tiên của những gì những người ủng hộ nó tuyên bố là một giai đoạn 3 kế hoạch để bãi bỏ đạo luật.
AHCA là một  đối chiếu ngân sách và là một phần của ngân sách liên bang năm 2017; có nghĩa là nó không thể được phản đối ở Thượng Nghị Viện Mỹ và do đó có thể vượt qua Thượng viện với đa số phiếu. Nó sẽ hủy bỏ các bộ phận của phần Chăm sóc Sức khỏe Hợp túi tiền trong phạm vi của ngân sách liên bang, bao gồm cả các điều khoản chứa trong bộ Luật thuế Mỹ chẳng hạn như yêu cầu giữa cá nhân và người sử dụng lao động nhiệm vụ khác nhau và nhiều loại thuế khác nhau, và cũng có thể thay đổi Chương trình Hỗ trợ Y tế liên bang.
Việc xem xét Dự thảo đã được hoãn lại vào Ngày 24 Tháng 03, 2017, sau khi nó thất bại trong việc đạt được đủ số phiếu từ Đảng Cộng hòa để được thông qua. Gần cuối tháng 04, 2017, Đảng viên đảng Cộng hòa bắt đầu cố gắng hồi sinh Dự thảo với Đạo Luật Sửa đổi MacArthur, được đặt tên theo Đại biểu Tom MacArthur của New Jersey.
Vào ngày 04 Tháng 05, 2017, Hạ viện Hoa Kỳ bỏ phiếu ủng hộ việc bãi bỏ Đạo luật Bảo vệ Bệnh nhân và Chăm sóc Sức khoẻ Hợp túi tiền với một cuộc bỏ phiếu sát nút 217 chống lại 213, gửi Dự thảo cho Thượng nghị để thảo luận. Thượng viện đã chỉ ra họ sẽ viết bản Dự thảo riêng của họ, thay vì bỏ phiếu cho phiên bản của Hạ viện.

## Lý lịch
ACA, một sự cải cách to lớn đến chăm sóc sức khỏe ở Hoa Kỳ, đã được thông qua trong phiên họp thứ 111 của quốc Hội Hoa Kỳ. Trong năm bầu cử tổng thống 2012, cử viên đảng Cộng hòa Mitt Romney hứa sẽ bãi bỏ ACA. Sau khi Romney bị đánh bại, ACA vẫn có hiệu lực trong thời gian Obama là tổng thống mặc dù đảng Cộng hòa đã nỗ lực để bãi bỏ nó. Trong cuộc họp lần thứ 114 của quốc Hội Hoa Kỳ, Đảng Cộng hòa thông qua một Dự thảo có thể sẽ bãi bỏ phần lớn ACA, nhưng Dự thảo đã bị phủ quyết bởi Tổng thống Obama. Sau khi thắngcuộc bầu cử tổng thống năm 2016, Tổng thống Donald Trump hứa sẽ "bãi bỏ và thay thế" ACA với một luật mới. Cuộc bầu cử năm 2016 giúp Đảng Cộng hòa nắm quyền kiểm soát của nhánh hành pháp và lập pháp của Chính phủ Hoa Kỳ, nhưng với năm mươi hai trong một trăm chỗ ngồi của Thượng viện, Đảng viên Đảng Cộng hòa ít nhất vẫn sẽ phải dựa trên một số Thượng nghị sĩ Đảng Dân chủ để vượt qua một cuộc phản đối. Tuy nhiên, quy tắc của Thượng viện tạo ra một điều lệ ngân sách đặc biệt được gọi là đối chiếu, cho phép một số Dự thảo liên quan đến ngân sách nhất định bỏ qua quá trình phản đối và được ban hành nếu có đa số phiếu. Các nhà lãnh đạo Đảng Cộng hòa đã tìm cách vượt qua AHCA thông qua Thượng viện bằng cách sử dụng các quy tắc đối chiếu.

## Tổng quan
Đạo Luật có thể cho phép các bang tiếp tục ghi danh các cá nhân trong Chương trình Hỗ trợ Y tế liên bang mở rộng ACA đến Ngày 01 tháng 01, 2020, và sẽ không cho phép tiếp tục ghi danh sau ngày đó. AHCA sẽ bao gồm thuế dựa trên tuổi cho những người kiếm được ít hơn $75,000, hoặc $150,000 cho những người đăng ký thuế chung. Dự thảo sẽ yêu cầu các công ty bảo hiểm bảo hiểm cho những tình trạng sức khoẻ tồn tại từ trước. AHCA sử dụng tiêu chuẩn của 'bảo hiểm liên tục', bao gồm 63 ngày bảo hiểm gián đoạn, khi một cá nhân hiện đang có bảo hiểm và đang thay đổi công ty bảo hiểm sẽ không phải trả một tỷ lệ cao hơn với công ty bảo hiểm mới. Cá nhân, những người muốn mua bảo hiểm, nhưng nằm ngoài khoảng bảo hiểm gián đoạn sẽ phải trả thêm 30% phụ phí cho một năm và sau đó quay trở lại giá tiêu chuẩn. Cả những người khỏe mạnh và ốm đau đều bị yêu cầu phải trả phí, điều đó có thể cô lập người khỏe mạnh ngoài thị trường, khiến chi phí sức khoẻ tổng thể tăng lên(xem lựa chọn đối lập, quỹ rủi ro).

### Ý kiến của các chuyên gia
Các chuyên gia chăm sóc sức khoẻ từ các quan điểm chính trị— tự do, trung lập, và bảo thủ —đồng ý rằng Đạo luật Chăm sóc sức khoẻ của Đảng Cộng hòa đã không khả thi và gánh chịu sai sót nghiêm trọng, mặc dù các phản đối cụ thể thay đổi tùy thuộc vào quan điểm hệ tư tưởng. Các chuyên gia đồng ý rằng dự luật không đạt được tới các mục tiêu đặt ra bởi Trump —"Giá cả bảo hiểm hợp lý cho tất cả mọi người; giảm khấu trừ và chi phí sức khỏe; chăm sóc tốt hơn; và không cắt giảm Medicaid"—bởi vì Dự thảo đã (1) "gần như chắc chắn" sẽ giảm tổng thể chi phí bảo hiểm sức khỏe và sự gia tăng khấu trừ và (2) sẽ xoá bỏ từng phần Chương trình Hỗ trợ Y tế mở rộng.
Trong những mối quan tâm chính được xác định bởi các chuyên gia chăm sóc sức khỏe là (1) thuế tín dụng tài trợ ở mức đề nghị trong Dự thảo là không đủ để trả tiền cho bảo hiểm cá nhân, và có thể dẫn đến người Mỹ rời bỏ thị trường bảo hiểm (2) Sự loại bỏ điều khoản bảo hiểm công bằng trong ACA của Dự thảo (chặn các công ty bảo hiểm tính phí người già hơn ba lần số họ tính cho những người trẻ tuổi) sẽ tăng giá chênh lệch giữa các nhóm tuổi và sẽ tăng tiền bảo hiểm cho những người Mỹ dễ bị bệnh hơn (3) Sự rời bỏ của những người khoẻ mạnh khỏi thị trường bảo hiểm sức khoẻ(lựa chọn đối lập) có thể dẫn đến "vòng xoáy chết chóc" của các công ty bảo hiểm và giảm sự lựa chọn, và (4) sự xoá bỏ từng phần của Chương trình Hỗ trợ Y tế mở rộng rất có thể dẫn đến sự thiếu bảo trợ sức khỏe cho người Mỹ nghèo hơn.

## Bảo hiểm sức khỏe và phân tích ngân sách

### Phiên bản gốc

#### Ước tính của CBO
Văn phòng vô đảng phái Văn phòng ngân sách Quốc hội Hoa Kỳ (CBO) công bố bản ghi (phân tích) của họ về Dự thảo vào Ngày 13 Tháng 03, 2017, kết luận là:
- Những cá nhân có hỗ trợ bảo hiểm sức khoẻ sẽ giảm 14 triệu trong 2018, 21 triệu năm 2020, và 24 triệu năm 2026 ảnh hưởng bởi pháp luật hiện hành.
- AHCA sẽ làm giảm sự thâm hụt ảnh hưởng bởi pháp luật hiện hành bởi $337 tỷ trong một thập kỷ. Khoảng $1.2 nghìn tỷ ít hơn sẽ được chi tiêu trong thời gian đó, trong khi 900 đô tỷ ít doanh thu thuế hơn sẽ được thu gom. Chi tiêu Medicaid sẽ được giảm đáng kể. Thuế của khoảng 5% đứng đầu trong những người có thu nhập dưới luật hiện hành sẽ giảm đáng kể.
  - Trong cuộc đàm phán sau báo cáo ban đầu, Luật đã được sửa đổi để CBO ước tính giảm thiểu thâm hụt sẽ tổng cộng khoảng 150 $tỷ trong một thập kỷ.[27]
- Chi phí bảo hiểm ban đầu sẽ gia tăng do ảnh hưởng bởi pháp luật hiện hành, nhưng sẽ được giảm vừa phải trong tương lai: "Bắt đầu từ năm 2020, mức phí bảo hiểm trung bình tăng từ việc bãi bỏ các hình phạt bắt buộc đối với cá nhân sẽ bị bù đắp bởi sự kết hợp của nhiều yếu tố làm giảm các khoản phí bảo hiểm: trợ cấp cho các tiểu bang từ Quỹ Bình ổn Bệnh nhân và Nhà nước (mà CBO và JCT mong muốn phần lớn được sử dụng bởi các quốc gia để hạn chế chi phí cho các công ty bảo hiểm của người đăng ký có yêu cầu rất cao); loại bỏ các yêu cầu cho các công ty bảo hiểm phải cung cấp kế hoạch cho một số phần trăm nhất định từ chi phí của lợi ích được bảo hiểm; và một sự kết hợp của những người đăng ký trẻ hơn. Đến năm 2026, phí bảo hiểm trung bình cho người có bảo hiểm duy nhất trong thị trường không thuộc nhóm nào theo luật này sẽ thấp hơn khoảng 10% so với luật hiện hành... "
- Phí bảo hiểm sẽ thay đổi đáng kể dựa trên tuổi: "Theo luật pháp, công ty bảo hiểm sẽ được phép tính phí gấp năm lần cho người già so với những người trẻ, hơn là ba lần theo luật hiện hành, giảm đáng kể chi phí bảo hiểm cho những người trẻ và tăng phí bảo hiểm cho những người già." Việc này sẽ dẫn đến sự kết hợp của những người tham gia trẻ hơn, một trong những lý do để mức phí bảo hiểm tổng thể dài han jthấp hơn.
- Theo luật hiện hành và AHCA, CBO giả định thị trường trao đổi y tế sẽ vẫn ổn định (tức là không có "cái chết xoắn ốc").
- Chi phí an ninh xã hội sẽ giảm do tỷ lệ tử vong sớm: "CBO cũng ước tính rằng các khoản chi cho các khoản trợ cấp An Sinh Xã Hội sẽ giảm khoảng 3 tỷ đô la trong giai đoạn 2017-2026."
- Chi phí Medicaid sẽ tăng lên do giảm khả năng tiếp cận với biện pháp tránh thai. "Theo ước tính của CBO, trong khoảng thời gian một năm, trong đó các quỹ liên bang dành cho Kế hoạch Parenthood sẽ bị cấm theo luật, số lần sinh trong chương trình Medicaid sẽ tăng lên hàng nghìn, tăng chi tiêu trực tiếp cho Medicaid lên 21 triệu USD vào năm 2017 và 77 triệu đô la trong giai đoạn 2017-2026."

Văn phòng Ngân sách Quốc hội Hoa Kỳ đã đưa ra một phân tích cập nhật về Dự thảo này, bao gồm những thay đổi được tìm thấy trong một số sửa đổi vào ngày 23 tháng 03 năm 2017, kết luận rằng:
- Bản Dự thảo cập nhật sẽ có những ảnh hưởng tương tự đối với bảo hiểm y tế, khác biệt không quá nửa triệu trong bất kỳ mục nào trong bất kỳ năm nào trong thập kỷ tới.
- Tác động của Dự thảo đối với phí bảo hiểm y tế sẽ tương đương với ước tính trước đây.
- Những sửa đổi được đề xuất sẽ làm giảm thâm hụt ngân sách liên bang bằng 150 tỷ đô la trong một thập niên, so với 337 tỷ như trước đây.
- Những thay đổi đối với chương trình Medicaid sẽ làm giảm ước tính tiết kiệm 41 tỷ đô la trong một thập kỉ.

#### Những ước tính khác
Các tổ chức bên ngoài đã công bố các phân tích về ảnh hưởng của việc thông qua AHCA: 
- Một phân tích của Viện Brookings dự báo rằng theo những giới thiệu của AHCA, 15 triệu người Mỹ sẽ mất bảo hiểm y tế trong 10 năm. Các phân tích của Brookings ước tính rằng ít nhất 6 triệu sẽ mất bảo hiểm từ trao đổi công cộng; 2 triệu từ việc sử dụng bảo hiểm lao động; và 7 triệu đang được bảo hiểm trong chương trình Medicaid.[29][30]
- Một phân tích của Standard & Poor cho biết rằng theo những giới thiệu của AHCA, đến năm 2024 từ 6 đến 10 triệu người Mỹ sẽ bị mất bảo hiểm, với 2 đến 4 triệu người mất bảo hiểm từ việc trao đổi và 4 đến 6 triệu người mất bảo hiểm từ Medicaid..[31]
- David Cutler, giáo sư kinh tế học ứng dụng thuộc Đại học Harvard và cựu quản trị viên của Viện Y tế Quốc gia, tin rằng con số này có thể còn cao hơn nữa, đến khoảng 20 triệu người.
- Hai báo cáo từ Trung tâm Ngân sách và Chính sách Ưu tiên kết luận rằng ACHA sẽ chuyển 370 tỷ đô la từ chi phí Medicaid sang các bang, sau đó sẽ buộc phải cắt giảm phạm vi bảo hiểm và dịch vụ,[32] và sẽ làm cho bảo hiểm y tế trở nên khó tiếp cận hơn trong các tiểu bang có chi phí cao, đặc biệt là 11 bang trong đó tín dụng thuế sẽ chiếm hơn một nửa.[33]
- Theo một báo cáo xem xét bởi Politico, phân tích riêng về AHCA của Văn phòng Quản lý và Ngân sách của Nhà Trắng  ước tính rằng 26 triệu người thuộc diện AHCA sẽ bị mất bảo hiểm trong thập kỷ tiếp theo.[34] Theo Giám đốc Truyền thông Nhà Trắng Michael Dubke, phân tích này đã cố gắng sử dụng phương pháp luận tương tự như CBO.

## Lịch sử

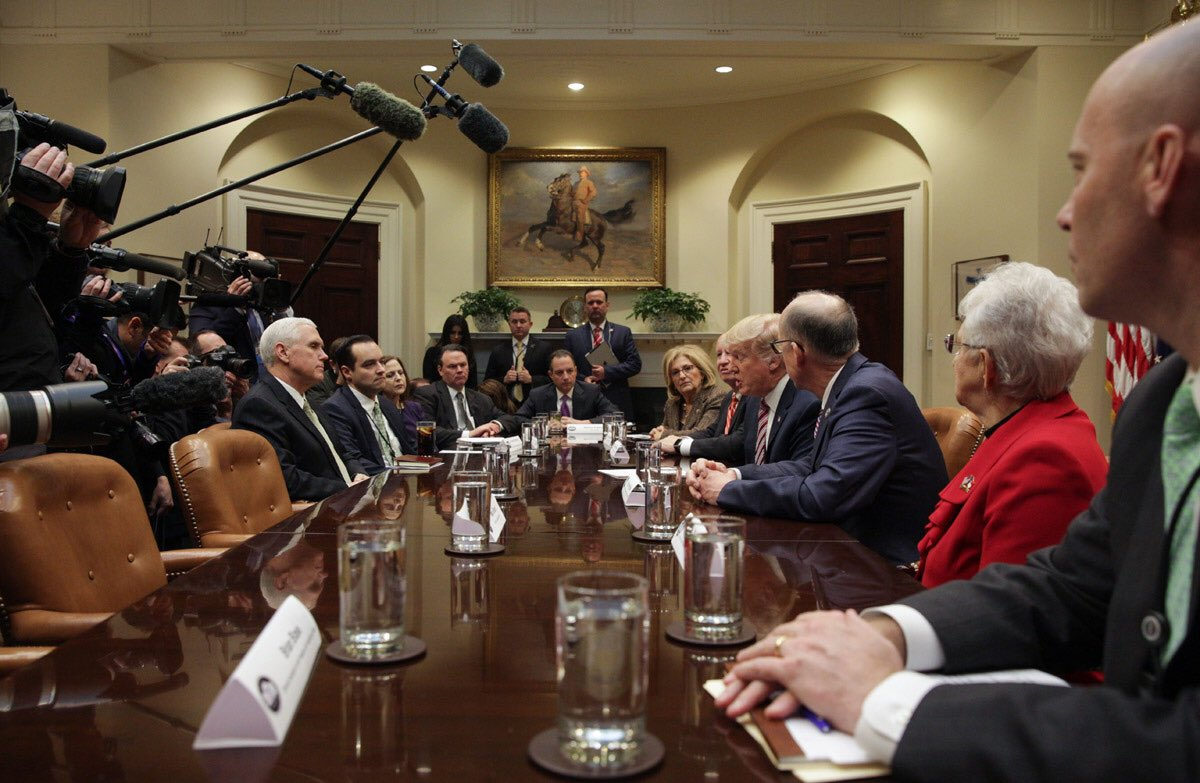
Trump bàn luận với các nhà làm luật về việc thay thế ACA tại Nhà Trắng, Tháng 03, 2017.

### Phiên bản ban đầu
Hai Dự thảo lập thành AHCA đã được đưa vào Uỷ ban Năng lượng và Thương mại và Ủy ban Các Phương thức và Phương tiện vào ngày 08 tháng 03, 2017 và thông qua cả hai Uỷ ban ngay ngày hôm sau. Cả hai ủy ban đã chấp thuận AHCA trên một cuộc bỏ phiếu trực tiếp mà không có báo cáo của CBO, gây nên nhiều lời chỉ trích từ Đảng Dân chủ. Nhà lãnh đạo thiểu số Hạ viện Nancy Pelosi lập luận rằng Dự thảo không nên được tiến hành thông qua Quốc hội cho đến khi CBO hoàn thành việc phân tích Dự thảo. Đại diện Richard Neal, thành viên Dân chủ của Ủy ban Các Phương thức và Phương tiện, tuyên bố: "Để xem xét Dự thảo có mức độ ảnh hưởng này mà không có đánh giá của CBO thì không chỉ gây bối rối và quan ngại, mà còn thiếu trách nhiệm." Các quan chức chính quyền Trump, bao gồm cả giám đốc ngân sách Mick Mulvaney và cố vấn kinh tế Gary Cohn, đã tấn công trước CBO, với Cohn nói rằng đánh giá của CBO sẽ là "vô nghĩa." Theo David Lawder của Reuters, những lời chỉ trích này từ Nhà Trắng là không bình thường: "Các chính quyền trước đây, cả Đảng Cộng hòa và Dân chủ, đã tránh việc tấn công vào uy tín của các cơ quan, mà nhiều nhà lập pháp coi là trọng tài trung lập."
Dự thảo tiếp theo được đưa ra Ủy ban Ngân sách Hạ viện, và được thông qua ngày 16 tháng 03 với 19 chống lại 17 phiếu, với ba Đảng viên Cộng hòa từ Freedom Caucus tham gia Đảng Dân chủ trong việc phản đối.. Kế tiếp Dự thảo đến Ủy ban Quy tắc, nơi đã đưa ra các điều khoản của cuộc tranh luận trước khi Dự thảo được đưa ra toàn bộ Hạ viện. Một cuộc bỏ phiếu Hạ viện ban đầu được lên kế hoạch vào ngày 23 tháng 03, nhưng đã bị trì hoãn ít nhất một ngày sau khi các nhà lãnh đạo Đảng Cộng hòa không tìm đủ phiếu bầu để thông qua. Vào ngày 24 tháng 03, với cả nghị sĩ của Đảng trung lập và Cộng hòa cánh phải phản đối Dự thảo này, Phát ngôn viên Ryan và Chủ tịch Trump đã chọn rút bỏ Dự thảo khỏi sự cân nhắc hơn là thông qua cuộc bỏ phiếu chắc chắn không thành công..
Phong trào lập pháp tương đối "chớp nhoáng" cho AHCA qua Hạ viện đã trái ngược với Đạo luật Chăm sóc Hợp túi tiền, trong quá khứ đã kéo dài hàng tháng đàm phán, đánh giá ủy ban, và tranh luận trước khi thông qua vào năm 2010. Tiến trình nhanh chóng đã thúc đẩy các khiếu nại của Đảng Dân chủ rằng "Đảng Cộng hòa đã hối hả chấp nhận một Dự thảo huỷ bỏ mà không có sự lắng nghe từ người sử dụng, các nhà cung cấp dịch vụ chăm sóc sức khoẻ, các công ty bảo hiểm hoặc các quan chức nhà nước - và không có ước tính về chi phí hoặc tác động lên bảo hiểm từ Văn phòng Ngân sách Quốc hội. "

#### Sự phân hóa trong Đảng Cộng hòa
Trong những ngày trước khi bỏ phiếu, ban đầu được lên kế hoạch vào ngày 23 tháng 03, 2017, đã có sự gia tăng chia rẽ giữa Đảng Cộng hòa đối với việc thay thế, khiến các lãnh đạo Đảng Cộng hòa lo lắng về việc có đủ số phiếu cần thiết để thông qua Dự thảo. Trong số những người thoát khỏi đảng Cộng hòa từ Dự thảo này, phe đối lập lớn nhất đến từ các thành viên của Freedom Caucus, nơi có một số thành viên bảo thủ nhất trong Hạ viện. Các thành viên Freedom Caucus, trong số những phản đối chính của họ đối với Dự thảo, đã không thuyết phục rằng việc thay thế biện pháp y tế có thể bãi bỏ hiệu quả một số yếu tố của Đạo luật Chăm sóc Hợp túi tiền, đặc biệt là các lợi ích sức khoẻ thiết yếu. Để đạt được thành công trong Hạ viện, các Đảng viên Cộng hòa không thể có được hơn hai mươi mốt thành viên của đảng họ bỏ phiếu chống lại Dự thảo, và vài ngày trước khi bỏ phiếu, những người bất đồng quan điểm trong đảng, chủ yếu từ Freedom Caucus, là một mối đe dọa đáng kể đối với việc thông qua. Ngoài các thành viên bảo thủ của Freedom Caucus, vẫn có sự tiếp tục phản đối Dự thảo từ các Đảng viên Cộng hòa trung lập trong Hạ viện, ví dụ như từ các thành viên của nhóm trung tâm Nhóm Thứ ba, nơi có lo ngại về việc mất bảo hiểm và tiềm năng tăng chi phí bảo hiểm.
Giữa sự chia rẽ trong Đảng Cộng hòa, giai tầng lãnh đạo của đảng, được dẫn dắt bởi Phát ngôn viên Hạ viện Paul Ryan, đã cố gắng để xoa dịu những mối quan tâm của Freedom Caucus và những người khác. Tổng thống Trump cũng đã tổ chức nhiều cuộc họp với các Đảng viên Cộng hòa trong Hạ viện trước ngày bỏ phiếu, mặc dù sau khi đàm phán với Freedom Caucus về các lợi ích sức khoẻ thiết yếu của ACA, vẫn có một số lượng đáng kể các phản đối từ các uỷ viên và các thành viên của Freedom Caucus. Vào ngày bầu cử theo kế hoạch, trùng hợp với ngày kỷ niệm 7 năm ngày Đảng ACA được ghi nhận trong luật, Đảng này vẫn tiếp tục đấu tranh để có số lượng phiếu cần thiết để Dự thảo được thông qua, và ngày bỏ phiếu được lên lịch vào ngày hôm sau, ngày 24 tháng 03, 2017, theo yêu cầu của Nhà Trắng.

#### Rút lui trước khi bỏ phiếu
Đêm trước cuộc bỏ phiếu lại, Tổng thống Trump, trong một nỗ lực cuối cùng để đàm phán với những người chống lại Dự thảo, đã thông báo với Đảng Cộng hòa rằng cuộc bỏ phiếu vào ngày hôm sau sẽ là cơ hội duy nhất của họ để bãi bỏ Đạo luật Chăm sóc Hợp túi tiền, một mục tiêu được theo đuổi từ lâu bởi Đảng Cộng hòa tại Quốc hội Sáng hôm sau, Dự thảo được đưa lên Hạ viện sau khi được Uỷ ban Quy tắc Hạ viện với bốn giờ tranh luận trước cuộc bỏ phiếu dự kiến vào buổi chiều. Được biết, vài giờ trước cuộc bỏ phiếu dự kiến, Ryan đã đột ngột đến thăm Nhà Trắng để gặp gỡ Trump, trong đó Ryan nói với Trump rằng Dự thảo không có đủ số phiếu để vượt qua Hạ viện. Ngay sau thời điểm bỏ phiếu dự kiến, các Đảng viên Cộng hòa đã rút AHCA khỏi quá trình cân nhắc, một quyết định được đưa ra sau khi Ryan gặp Trump. Sau quyết định rút, Ryan tuyên bố trong một cuộc họp báo rằng đất nước này sẽ phải "sống với Obamacare trong tương lai có thể nhìn thấy", trong khi Trump nói rằng thật khó để vượt qua Dự thảo mà không có sự ủng hộ từ Đảng Dân chủ; Ryan và Trump đều nói họ sẽ tiếp tục đưa ra các vấn đề chính sách khác.

### Phiên bản đã được chỉnh sửa

#### Những thay đổi
Vào tháng 04 năm 2017, Đảng Cộng hòa đã cố gắng điều hòa các bộ phận của họ với Điều luật sửa đổi MacArthur. Điều luật sửa đổi MacArthur được soạn thảo bởi Đại diện Tom MacArthur của Nhóm Thứ ba và Đại diện Mark Meadows của House Freedom Caucus. Sự hồi sinh của AHCA thông qua sửa đổi đã được thông báo vào ngày 20 tháng 04, 2017 và ngôn ngữ của sửa đổi đề xuất đã có sẵn vào ngày 25 tháng 04, 2017. Sửa đổi của MacArthur đã dẫn cả hai cánh trung lập và bảo thủ của Đảng Cộng hòa phải xem lại lập trường của họ trong AHCA. Sửa đổi cho phép các công ty bảo hiểm thu phí người ghi danh vào những năm 50 và 60 nhiều hơn những người đăng ký trẻ tuổi. Nó cũng cho phép các tiểu bang từ bỏ các lợi ích sức khoẻ thiết yếu và các phần nhất định trong Chương trình đánh giá cộng đồng. Phiên bản sửa đổi của Đạo luật Chăm sóc Sức khoẻ Hoa Kỳ làm suy yếu sự bảo vệ cho người tiêu dùng bảo hiểm với các tình trạng sức khoẻ sẵn có; theo phiên bản này, các công ty bảo hiểm sẽ có thể thu phí nhiều hơn đáng kể nếu họ có tình trạng sức khoẻ đã có từ trước.

#### Quá trình thông qua ở Hạ viện

Map of the House of Representatives' vote on H.R. 1628, the "American Health Care Act of 2017", on ngày 4 tháng 5 năm 2017 (sorted by whoever represents each congressional district):
Aye (Republican)
No (Republican)
Not voting (Republican)
Vacant seat
No (Democrat)

Vào ngày 03 tháng 05, Nhà đảng cộng hòa công bố rằng họ đã có đủ phiếu để thông qua Dự thảo, sau khi sửa đổi nó để bao gồm thêm 8 tỷ usd trong năm năm để trợ cấp bảo hiểm cho những người có tình trạng sức khoẻ sẵn có. Vào ngày 04 tháng 05, 2017, Hạ viện bỏ phiếu ủng hộ việc bãi bỏ Đạo Luật Bảo vệ Bệnh nhân và Chăm sóc Sức khoẻ Hợp túi tiền và thông qua Đạo Luật Sức khoẻ Mỹ với một cuộc bỏ phiếu sát nút 217 chống lại 213. 217 Đảng viên Cộng hòa trong Quốc hội đã bỏ phiếu cho Dự thảo, trong khi 193 Đảng viên Đảng Dân chủ và 20 Đảng viên Cộng hòa còn lại bình chọn phản đối nó. Hầu hết những Đảng viên Đảng Cộng hòa bỏ phiếu phản đối Dự thảo là thành viên của nhóm trung lập Nhóm Ngày Thứ Ba, và chỉ có một thành viên của Tổ chức tự Do bỏ phiếu phản đối Dự thảo.

## Phản ứng

### Phiên bản ban đầu
Tổng thống Trump ủng hộ Dự thảo sau khi nó được công bố, gọi đó là "Dự thảo Sức khoẻ tuyệt vời của chúng ta" trên Twitter. Phát ngôn viên Nhà Trắng Paul Ryan gọi Dự thảo như một "danh sách điều ước của những người [Đảng] bảo thủ" mà sẽ cung cấp một "sự cải cách [Đảng] bảo thủ vĩ đại, thú vị." Nhà kinh tế học Douglas Holtz-Eakin mô tả AHCA là "một khởi đầu tốt."
Nhưng các thành viên bảo thủ của Đảng Cộng hòa nhanh chóng đưa ra hoài nghi về dự thảo cải cách khi họ thích bãi bỏ hoàn toàn PPACA hơn. Nhà Trắng gửi Mick Mulvaney, giám đốc điều hành Văn phòng của Quản lý Ngân sách, để thuyết phục các thành viên của Nhóm chính trị Tự do để hỗ trợ việc lập pháp. Theo nhiều báo cáo, Mulvaney đã không thành công. Ngay sau đó Chủ tịch Nhóm Mark Meadows nói, "Không có dự thảo mới tối nay. Vị trí đứng của chúng tôi vẫn như cũ. Chúng tôi tin chúng ta cần một dự thảo bãi bỏ hoàn toàn mới."
Một số nhóm bảo thủ cũng đã chỉ trích Dự thảo vì đã không bãi bỏ hoàn toàn, và gọi nó là "Obamacare 2.0." Tổ chức hỗ trợ của anh em Koch vì nước Mỹ Thịnh vượng và các Đối tác Tự do đã chỉ ra ý định của họ là tổng hợp lại một quỹ nhiều triệu đô để ủng hộ việc tái cử cho các nhà lập pháp bảo thủ đã đứng lên chống lại Dự thảo.
AARP đã ra một tuyên bố phản đối Dự thảo. Cho rằng, "Dựa trên cái giá tăng chi phí đắt đỏ cho những người tiêu dùng, các công ty dược phẩm và các công ty lãi đặc biệt khác có được một thoả thuận vớ bở." Hiệp Hội Y tế Mỹ đã ra một tuyên bố phản đối Dự thảo.Hiệp Hội các Bệnh viện Thiết yếu Mỹ, Hiệp Hội Bệnh viện Mỹ, Hiệp Hội các trường Cao đẳng Y tế Mỹ, Giáo hội y Tế của Hoa Kỳ, Hiệp Hội Bệnh viện Nhi đồng, Liên đoàn các Bệnh viện Mỹ, và Hiệp Hội Quốc gia về Hệ thống Sức khoẻ Tâm thần cũng đã phát biểu sự phản đối của họ trong một lá thư chung. Các nhóm bảo thủ, kể cả Tổ chức Di sản Hành động Mỹ, Viện Cato, Nhóm người Mỹ cho sự Thịnh vượng, Nhóm FreedomWorks, và Tổ chức Bữa tiệc trà Yêu nước đồng phản đối Dự thảo.
Các tổ chức cấp tiến, kể cả MoveOn.org, American Bridge, Trung Tâm Tiến bộ Mỹ, và Our Revolution, đã kiên quyết phản đối dự luật, như kỳ vọng. Nhà kinh tế học và bình luận viên New York Times Paul Krugman nói về Dự thảo là " sự khủng khiếp [của nó] gần như là siêu thực," viết rằng những gì nhà lãnh đạo quốc hội Đảng Cộng hòa" nghĩ ra thực ra là bữa sáng của một con chó, mà những người bảo thủ, với một chút công lý, gọi là Obamacare 2.0. Nhưng một tên gọi tốt hơn sẽ là Obamacare 0.5, bởi vì nó là một kế hoạch nửa vời đi theo logic và bản phác thảo của Đạo luật Chăm sóc Sức khoẻ Hợp túi tiền trong khi làm suy yếu nghiêm trọng các điều khoản quan trọng." Vào ngày 23 Tháng 03, 2017 (kỷ niệm lần thứ bảy của ACA và một ngày trước cuộc bỏ phiếu về Đạo Luật Chăm sóc Sức khoẻ Mỹ), cựu Tổng thống Obama ca ngợi những thành công của Đạo Luật, bao gồm thêm 20 triệu người Mỹ được bảo hiểm, bảo hiểm các tình trạng sức khoẻ sẵn có, những người trẻ tuổi có cùng kế hoạch bảo hiểm với cha mẹ cho đến 26 tuổi, giảm chi phí chăm sóc sức khoẻ cho phụ nữ và miễn phí chăm sóc phòng ngừa.

## So sánh giữa ACA và AHCA
Bảng sau mô tả sự khác biệt và tương đồng quan trọng nhất giữa ACA và AHCA, như ban đầu được đề xuất trong Đảng.
|                                   | ACA | AHCA (tháng 3 năm 2017) |
| --------------------------------- | --- | --- |
| Uỷ thác bảo hiểm                  | Uỷ thác cá nhân Uỷ thác nhà tuyển dụng trong các công ty lớn hơn | Không có uỷ thác cá nhân hoặc nhà tuyển dụng Công ty bảo hiểm có thể áp đặt phụ phí 30% một năm đối với khách hàng có sự trùng lặp trong bảo hiểm |
| Hỗ trợ cho bảo hiểm               | Dựa trên thu nhập, trợ cấp cho bảo hiểm đồng thời giới hạn chi phí sau trợ cấp cho một phần trăm của thu nhập | Hỗ trợ thuế có thể hoàn trả dựa trên tuổi, loại bỏ cho những người có thu nhập cao hơn |
| Hỗ trợ cho chi phí ngoài chi tiêu | Thuế cho các khoản chi phí ngoài chi tiêu Giới hạn hàng năm đối với đồng bảo hiểm, đồng thanh toán, và các chi phí khác | Không tính thuế cho các chi phí ngoài chi tiêu |
| Medicaid                          | Cung cấp quỹ cho bang phù hợp với Liên bang cho bất kỳ ai đủ tiêu chuẩn Nới lỏng điều kiện đến 138% của mức thu nhập hộ nghèo | Quỹ liên bang cấp cho bang dựa trên một giới hạn đầu người bắt đầu trong năm 2020 Bang có thể nới lỏng điều kiện cho Medicaid, nhưng sẽ nhận được ít liên bang hỗ trợ hơn cho những người thêm vào Cho phép bang áp đặt điều kiện công việc cho người nhận Medicaid |
| Độ tuổi hỗ trợ khác biệt          | Công ty bảo hiểm có thể tính phí người già gấp 3 lần số họ tính cho người trẻ | Công ty bảo hiểm có thể tính phí người già gấp 5 lần số họ tính cho người trẻ |
| Tài khoản sức khoẻ tiết kiệm      | Cá nhân có thể đặt $3,400 và gia đình có thể đặt $6,750 vào một tài khoản sức khoẻ tiết kiệm miễn trừ thuế | Cá nhân có thể đặt $6,550 và gia đình có thể đặt $13,100 vào một tài khoản sức khoẻ tiết kiệm miễn trừ thuế |
| Thuế "Cadillac"                   | Thuế Cadillac đối với các kế hoạch tuyển dụng có chi phí cao thực hiện trong năm 2020 | Thuế Cadillac đối với các kế hoạch tuyển dụng có chi phí cao thực hiện trong năm 2025 |
| Các thuế khác                     | 3.8% thuế thu nhập trên đầu tư 0.9% thuế mỗi cá nhân với khoản thu nhập cao hơn $200,000 hay gia đình với khoản thu nhập cao hơn $250,000 Phí bảo hiểm sức khỏe của các nhà cung cấp các công ty dựa trên kế hoạch 2.3% thuế trên thiết bị y tế | Bỏ tất cả bốn thuế |
| Lợi ích sức khoẻ thiết yếu [88]   | Công ty bảo hiểm được yêu cầu phải cung cấp mười lợi ích sức khoẻ thiết yếu | Những kế hoạch tư nhân được yêu cầu phải cung cấp mười lợi ích sức khoẻ thiết yếu Một số kế hoạch Medicaid không bắt buộc phải cung cấp lợi ích cho sức khoẻ tinh thần và lạm dụng chất gây nghiện                                                                  |
| Tình trạng sức khoẻ sẵn có        | Công ty bảo hiểm bị cấm từ chối bảo hiểm cho các tình trạng sức khoẻ sẵn có | Các bang được quyền bỏ qua việc yêu cầu bảo hiểm cho các tình trạng sức khoẻ sẵn có |
| Kế hoạch cho người thân           | Người thân có thể có cùng kế hoạch bảo hiểm cho đến năm 26 tuổi | Người thân có thể có cùng kế hoạch bảo hiểm cho đến năm 26 tuổi |
| Giới hạn hàng năm và cả đời       | Công ty bảo hiểm bị cấm thiết lập giới hạn bảo hiểm hàng năm và trọn đời cho cá nhân | Công ty bảo hiểm bị cấm thiết lập giới hạn bảo hiểm hàng năm và trọn đời cho cá nhân |